# Новошахтинск

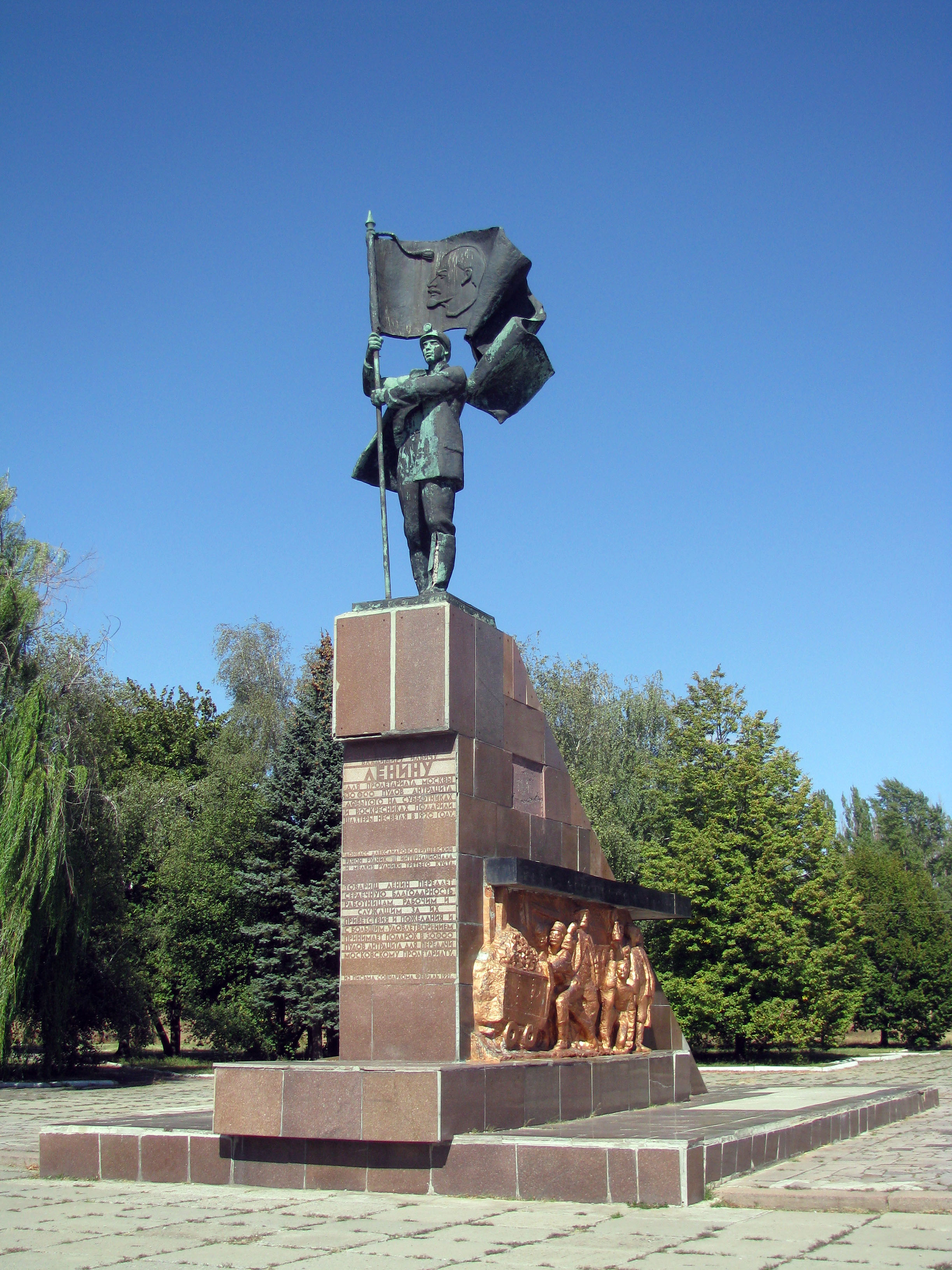
Памятник работникам рудника

Новоша́хтинск — город в Ростовской области России. Образует городской округ. Согласно принятому правительством РФ в 2019 году Индексу качества городской среды город Новошахтинск, по показателю данного индекса, является самым худшим городом России среди городов с населением от 100 000 до 250 000 человек, находящиеся в условно комфортном климате.

## Этимология
Возник в начале XX века как рабочий посёлок при шахте. В советское время шахта стала называться имени III Интернационала, а посёлок — Коминтерновский (он же Коминтерн, им. III Интернационала). В 1939 году посёлок Коминтерновский был объединен с посёлком Молотовский (названным в честь В. М. Молотова) и преобразован в город, которому было присвоено название Новошахтинск.

## География
Город расположен на реке Малый Несветай, на западе Ростовской области, на границе с Украиной (Луганская область), в 80 км к северо-западу от Ростова-на-Дону.

## История
Первое упоминание о здешнем каменном угле относится к 1721 году, когда крестьянин Григорий Капустин, действуя во исполнение указа императора Петра I, исследовал район долины реки Кондрючья и обнаружил выходящие на поверхность пласты угля. Примерно с тех пор начинается разработка Донецкого угольного бассейна.
С 1840 по 1910 год на месте нынешнего города возникают посёлки и угольные копи, первый из которых был построен купцом первой гильдии Семёном Николаевичем Кошкиным. В 1910 году все они объединяются в один: рудник «Несветай».
В это время предпринимателями велось интенсивное строительство мелких шахт. В 1909 году здесь была введена в эксплуатацию первая шахта. В 1913 году, с появлением на руднике Николая Парамонова, сына ростовского миллионера, добыча угля значительно расширилась. Он заложил первые пять крупных шахт, проложил железнодорожную ветку Несветай — Горная, построил первые 48 каменных казарм для рабочих и 4 коттеджа для администрации.
Несмотря на бедствия Первой мировой войны, революции и Гражданской войны, угольная промышленность в 1920-е годы по-прежнему продолжает развиваться, а вместе с ней растёт и посёлок. В 1925 году здесь разбивают городской парк, в котором открываются читальный павильон и летний закрытый кинозал.
31 января 1939 года указом Президиума Верховного совета СССР поселки Молотовский и Коминтерновский объединены в один населённый пункт, который отнесен к разряду городов с присвоением названия — Новошахтинск.
С 23 июля 1942 по 13 февраля 1943 года город находится под немецкой оккупацией. Перед приходом германской армии шахты были затоплены, а местные жители частично эвакуированы. Нацисты организовали в городе лагерь для военнопленных, которые выполняли тяжёлые работы.
После освобождения города советскими войсками здесь в течение четырёх месяцев располагался штаб Южного фронта.
После окончания боевых действий город пребывал в бедственном состоянии: множество зданий и строений были разрушены, а шахты по-прежнему были затоплены.
В 60-е, 70-е в Новошахтинске вводились в строй углеперерабатывающие и предприятия стройиндустрии, горпромкомбинат, молочный и хлебный заводы, швейная фабрика, филиалы ростовских оборонных заводов.
В 2003 году все шахты города были закрыты в связи с упадком угольной промышленности в Донбассе, а также крупной аварией на шахте «Западной».
24 июня 2023 года, во время мятежа ЧВК «Вагнера», через город проходила колонна наёмников. В результате стрельбы были ранены два сотрудника правоохранительных органов на пропускном пункте «Новошахтинск».

## Население
| 1926     | 1931     | 1939     | 1959     | 1962     | 1967     | 1970     | 1973     | 1975     | 1976     | 1979     | 1982     |
| -------- | -------- | -------- | -------- | -------- | -------- | -------- | -------- | -------- | -------- | -------- | -------- |
| 7000     | ↗32 600  | ↗48 000  | ↗103 566 | ↗108 000 | ↘107 000 | ↘101 500 | ↘101 000 | ↗103 000 | →103 000 | ↗104 152 | ↗106 000 |
| 1986     | 1987     | 1989     | 1991     | 1992     | 1993     | 1994     | 1996     | 1997     | 1998     | 1999     | 2000     |
| ↗107 000 | ↘106 000 | ↗107 772 | ↘107 000 | ↗107 100 | ↘107 000 | →107 000 | ↘105 700 | ↘105 000 | ↘104 200 | ↘103 100 | ↘101 900 |
| 2001     | 2002     | 2003     | 2004     | 2005     | 2006     | 2007     | 2008     | 2009     | 2010     | 2011     | 2012     |
| ↘100 800 | ↗101 131 | ↘101 100 | ↘100 600 | ↗116 200 | ↘115 300 | ↘114 700 | ↘114 500 | ↘113 916 | ↘111 075 | ↘110 919 | ↘110 365 |
| 2013     | 2014     | 2015     | 2016     | 2017     | 2018     | 2019     | 2020     | 2021     | 2024     | 2025     |          |
| ↘110 122 | ↘109 468 | ↘109 139 | ↘109 020 | ↘108 782 | ↘108 345 | ↘107 537 | ↘106 534 | ↘103 480 | ↘101 483 | ↘100 738 |          |

На 1 января 2025 года по численности населения город находился на 170-м месте из 1124 городов Российской Федерации.
Национальный состав
По итогам переписи населения 2020 года проживали следующие национальности (национальности менее 0,1 % и другое см. в сноске к строке «Другие»):
| Национальность | Численность, чел. | Доля     |
| -------------- | ----------------- | -------- |
| Русские        | 93 976            | 95,29 %  |
| Цыгане         | 1123              | 1,14 %   |
| Армяне         | 582               | 0,59 %   |
| Украинцы       | 482               | 0,49 %   |
| Татары         | 165               | 0,17 %   |
| Азербайджанцы  | 143               | 0,15 %   |
| Другие         | 2145              | 2,17 %   |
| Итого          | 98 616            | 100,00 % |

## Планировка города
Микрорайоны:
- Антиповка,
- Горького,
- Западный,
- Кировка,
- Новая-Соколовка,
- Соколовка,
- ЖБК,
- Новый микрорайон,
- Центр,
- Юбилейный,
- Южный,
- Радио,
- Лебедева,
- Весёлый.
- Михайловка
- Стройбюро

Посёлки:
- Красный,
- Самбек,
- Соколово-Кундрюченский,
- Несветаевский.
- Бугултай.

## Экономика

### Промышленность
Во времена СССР Новошахтинск являлся крупным центром угольной промышленности Ростовской области. После 1991 года угледобыча в городе начала сокращаться, а потом прекратилась в связи с закрытием всех шахт в 2003 году.
ОП ЗАО «Корпорация „Глория Джинс“», создавшая в городе производство на базе Швейной фабрики № 6, является лидером швейного производства города. Предприятие специализируется на пошиве джинсовой одежды из давальческого сырья для ЗАО "Корпорация «Глория Джинс».
Второе, согласно данным на середину 2021 года, по обороту предприятие города агрокомбинат «Донской», занимающееся консервацией рыбы.
Третье крупное промышленное предприятие — ООО «Вагондормаш», занимающееся восстановлением железнодорожных локомотивов, трамвайных вагонов и других средств подвижного состава.
С 2004 г. запущен Новошахтинский нефтеперерабатывающий завод.

### Транспорт
Через город проходят две автомагистрали общегосударственного значения: Ростов-на-Дону — Киев и Москва — Баку.
Автотрасса Ростов — Киев на участке Ростов — Новошахтинск имеет протяжённость 80 км, пересекается государственной российско-украинской границей на расстоянии 8 км от г. Новошахтинска. Наличие таможенного перехода делает город важнейшим перевалочным пунктом на пути следования грузов из стран Европы и Турции в европейскую часть России. Железнодорожная станция Несветай на частично разобранной ветке Горная — Должанская.

## Социальная сфера
- 19 образовательных школ, 7 учреждений дополнительного образования, 5 учреждений социальной защиты, 31 детский сад
- Филиалы Шахтинского регионального колледжа топлива и энергетики, Южного федерального университета, Московского нового юридического института, Южно-Российского государственного технического университета
- Два стадиона
- Музыкальная школа[49], художественная школа, школа искусств и центр развития творчества детей и юношества
- Новошахтинский драматический театр[50]
- Новошахтинский историко-краеведческий музей

## Средства массовой информации
- Муниципальная общественно-политическая газета «Знамя шахтёра»[51] (с приложением «Деловой Новошахтинск»).
- Информационный портал города Новошахтинска «Знаменка.инфо»
- Муниципальная телекомпания «Несветай»
- Радиостанция «Love Radio» 101,0 FM
- Радиостанция «Дорожное радио Новошахтинска» 107,7 FM
- Новостной портал города Новошахтинска www.go61.ru
- Региональная газета для школьников и молодёжи «Классная переменка»[52]

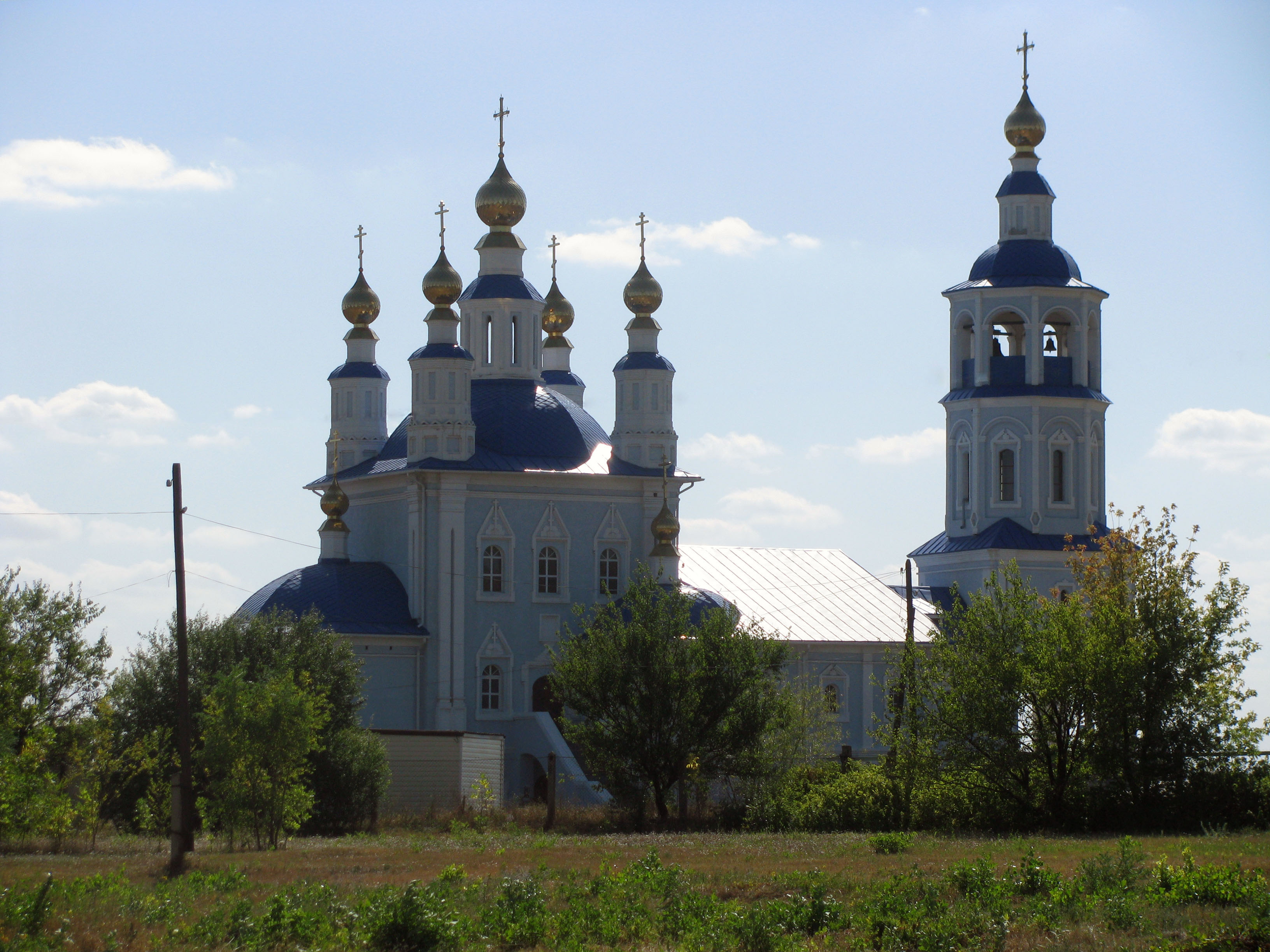
Церковь Донской иконы Божией Матери у здания администрации Новошахтинска

## Местные достопримечательности
- Новошахтинский драматический театр, основан в 2006 году.
- Памятник защитникам отечества в Великой войне — мемориал «Раненый солдат».
- Памятник шахтёру.
- Памятник автомобилю.
- Стела около администрации шахты Горького.
- Фонтан со скульптурой женщины в парке города. (снесен)

- Памятник природы урочище Золотая криница. Площадь урочища составляет 5,5 га, создано в декабре 1977 года для сохранения источника с пресной водой.
- Памятник В. И. Ленину перед бывшим зданием горкома.
- Храм Донской иконы Божией Матери (2004).
- Храм архистратига Михаила.
- Церковь Покрова Пресвятой Богородицы.[53]
- Церковь Николая Чудотворца.[54]

Достопримечательностям и выдающимся жителям Новошахтинска была посвящена одна из игр молодёжной телевизионной викторины «Эрудит Дона» (автор и ведущий — Леонид Шафиров) — одного из рейтинговых проектов областной телерадиокомпании Дон-ТР.

## Почётные граждане города
- Белый, Михаил Михайлович (род. 1948) — врач-хирург, онколог, депутат Новошахтинской городской думы, звание «Почетный гражданин г. Новошахтинска» присвоено в 2009 г.
- Воинов, Фёдор Матвеевич (род. 1926) — шахтёр, кавалер орденов Октябрьской революции, Трудового Красного Знамени, Отечественной войны 1-й и 2-й степени, знака «Шахтёрская слава» трёх степеней, звание «Почетный гражданин г. Новошахтинска» присвоено в 1977 г.
- Дьяков, Николай Васильевич (род. 1941) — партийный и хозяйственный деятель, заслуженный работник коммунального хозяйства Ростовской области, руководитель исполкома Новошахтинского местного отделения Всероссийской политической партии «Единая Россия» (2005—2009), звание «Почетный гражданин г. Новошахтинска» присвоено в 2009 г.
- Короцько, Василий Максимович (род. 1898) — заслуженный врач Российской Федерации, звание «Почетный гражданин г. Новошахтинска» присвоено в 1967 г.
- Мешков, Пётр Илларионович (1899—1979) — шахтёр, участник гражданской войны, инструктор политотдела Донбасса на Несветае, на руднике 3-го Коминтерна, профсоюзный деятель, звание «Почетный гражданин г. Новошахтинска» присвоено в 1977 г.
- Матвеев, Анатолий Васильевич (род. 1927) — почетный работник топливно-энергетического комплекса, ветеран труда, награждён орденами Ленина, Октябрьской революции, Трудового Красного Знамени, орденом «Знак Почёта», полный кавалер знака «Шахтёрского слава», звание «Почетный гражданин г. Новошахтинска» присвоено в 1999 г.
- Остапенко, Андрей Андреевич (род. 1919) — отличник здравоохранения, заслуженный врач РСФСР, кандидат медицинских наук, звание «Почетный гражданин г. Новошахтинска» присвоено в 1979 г.
- Петров, Валентин Николаевич (род. 1924) — педагог, депутат Новошахтинского городского Совета, звание «Почетный гражданин г. Новошахтинска» присвоено в 2001 г.
- Пичугин, Иван Иванович (род. 1903) — шахтостроитель, звание «Почетный гражданин г. Новошахтинск» присвоено в 1967 г.
- Посыльный, Иван Дмитриевич (род. 1922) — Герой Социалистического Труда, Заслуженный шахтёр Российской Федерации.
- Пушкаренко, Александр Иосифович (род.1906) — участник Великой Отечественной войны, удостоен многих боевых наград, ветеран педагогического труда, звание «Почетный гражданин г. Новошахтинск» присвоено в 1977 г.
- Сухорукова, Екатерина Егоровна (род. 1941) — педагог, директор детского дома № 1 г. Новошахтинск (1986—2005), заслуженный учитель РФ, кавалер ордена Трудового Красного Знамени.
- Синкиенко, Николай Иванович (род. 1934) — партийный, руководящий работник, звание «Почетный гражданин г. Новошахтинска» присвоено в 1999 г.
- Ткаченко, Виктор Гаврилович (род. 1946) — шахтёр, руководящий работник, звание «Почетный гражданин г. Новошахтинска» присвоено в 2004 г.
- Толокнев, Виктор Николаевич (род. 1936) — директор шахты «Степановская» в 1975—2001 гг., заслуженный работник угольной промышленности РФ, награждён орденом Трудового Красного Знамени, орденом «Знак Почёта», полный кавалер знака «Шахтёрского слава».
- Торич, Леонид Михайлович (род. 1913) — художник-скульптор, член Союза художников СССР, звание «Почетный гражданин г. Новошахтинска» присвоено в 1981 году.
- Франковский, Казимир Станиславович (род 1927) — шахтёр, почётный работник топливно-энергетического комплекса, награждён орденами Ленина, Октябрьской революции, Трудового красного Знамени, «Знак почёта», знаками «Шахтёрская слава» трёх степеней, звание «Почетный гражданин г. Новошахтинска» присвоено в 1998 г.